# 新波旁 (密蘇里州)
新波旁（英語：New Bourbon）是位於美國密蘇里州聖熱訥維耶沃縣的鬼鎮。

## 地理
新波旁所處的海拔為高於海平面133米（即436英呎），而該地所採用的時區為UTC-6，即北美中部時區（CST）。同時該地設有夏令時間，為UTC-6調快一小時，即UTC-5（CDT）。